# Aufnahme Mariens in den Himmel (Neuengrün)

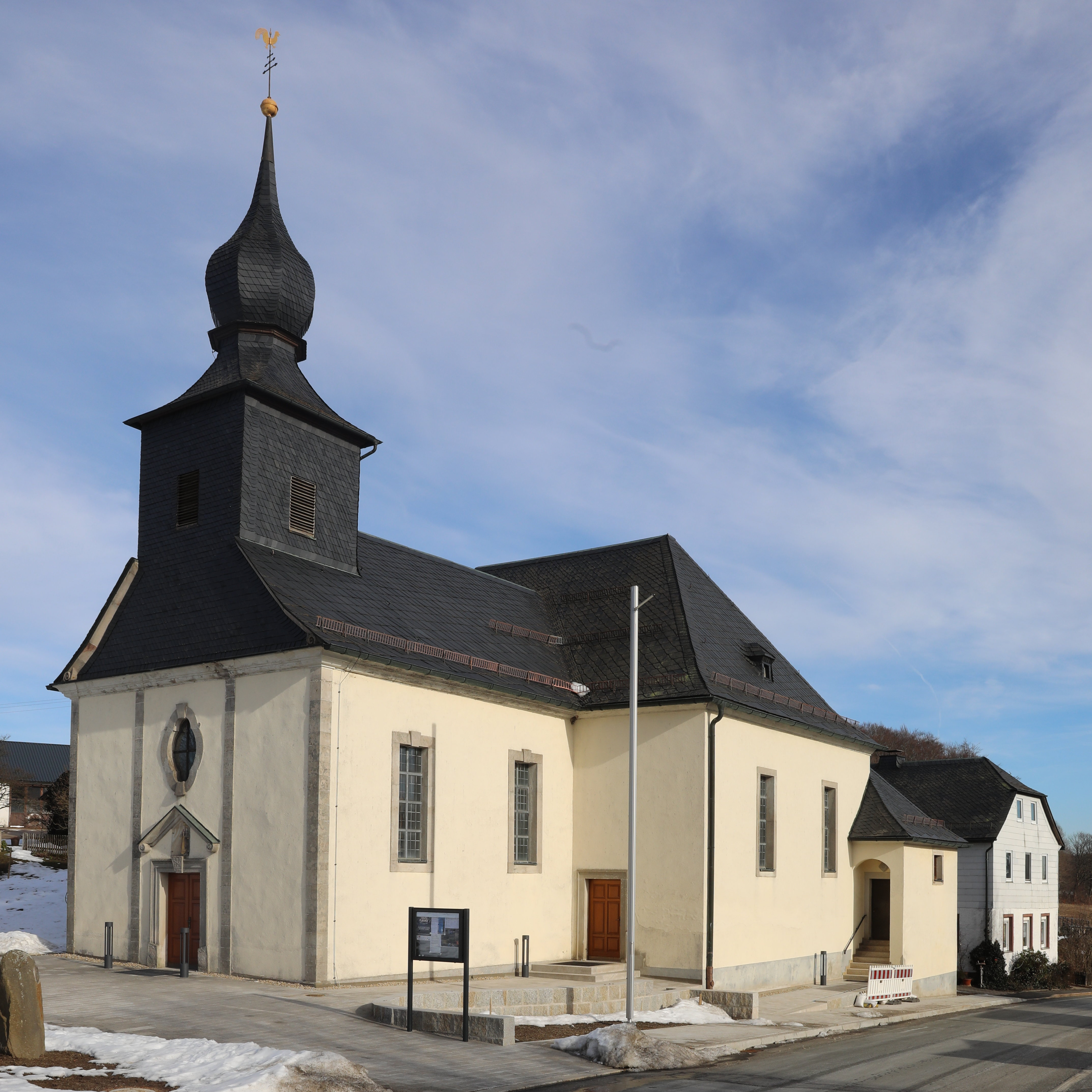
Kuratie- und Wallfahrtskirche Aufnahme Mariens in den Himmel

Die römisch-katholische Kuratiekirche Aufnahme Mariens in den Himmel steht in Neuengrün, einem Gemeindeteil der Stadt Wallenfels im oberfränkischen Landkreis Kronach. Die Kuratie gehört zum Dekanat Kronach, Seelsorgebereich Frankenwald, des Erzbistums Bamberg.

## Geschichte
Im Jahr 1794 errichtete der Maurermeister Gareus aus Enchenreuth in Neuengrün eine Kapelle, die Pfarrer Brockhard aus Steinwiesen am 20. Oktober 1795 weihte. Zur Ausstattung des Gotteshauses gehört eine Gnadenstatue. Aufgrund einiger vermeintlicher Wunder entwickelte sich die Kirche in der Folge zum Wallfahrtsort.
Neuengrün gehörte ursprünglich zum Pfarrsprengel von Steinwiesen. Eine Stiftung ermöglichte 1840 die Entsendung eines eigenen Lokalkaplans. Am 5. Juni 1842 folgte die Errichtung der Kuratie Neuengrün. Zu ihr gehören außerdem die Nachbarorte Schlegelshaid, Oberwellesmühle, Unterwellesmühle, Wellesberg, Schindelthal und Wolfersgrün. Die Gemeinde ließ im Jahr 1932 die Kirche nach Plänen des Nürnberger Architekten Otto Schulz durch einen breiteren Anbau nach Osten, der wie ein Querhaus wirkt, erweitern. Am 2. Oktober 1932 folgte die Kirchweihe durch den Bamberger Erzbischof Johann Jakob von Hauck.
Seit 1946 treffen sich Anfang September Gläubige bei der Friedenswallfahrt, ursprünglich Heimkehrerwallfahrt genannt, zum Gebet in Neuengrün. Renovierungen erfolgten unter anderem in den Jahren 1946, 1982 und 1995.

## Baubeschreibung
In der Mitte des Quellreihen- oder Rundangerdorfs befindet sich die Wallfahrtskirche. Im Osten steht ein dreiseitig geschlossener Chor mit einem runden Chorbogen
und einem vierachsigen Langhaus, dessen beiden östlichen Achsen querschiffartig erweitert sind. Das Querschiff hat ein Satteldach. Flachdecken über einer Hohlkehle spannen über den Chorraum und das Langhaus. Rechteckige Fenster belichten den Innenraum, in dem eine hölzerne, eingeschossige Empore mit einer gefelderten Brüstung an der Westseite steht.
Der Außenbau der Saalkirche ist verputzt und mit Gliederungen sowie Rahmungen aus Sandstein versehen. Lisenen unterteilen die Westfassade in drei Abschnitte. Das Eingangsportal zieren eine profilierte Rahmung mit einem Scheitelstein mit dem Marienmonogramm sowie der Jahreszahl 1794. Darüber befindet sich unter einem giebelförmigen Gesims eine Sandsteinfigur der Muttergottes, gefolgt von einem hochgezogenen Fenster. Über der Giebelmitte steht ein eingeschossiger, vierseitiger und verschieferter Dachreiter mit Schallöffnungen. Den oberen Abschluss bilden eine Zwiebelkuppel, ein Knauf und ein Kreuz mit einem Wetterhahn.

## Ausstattung

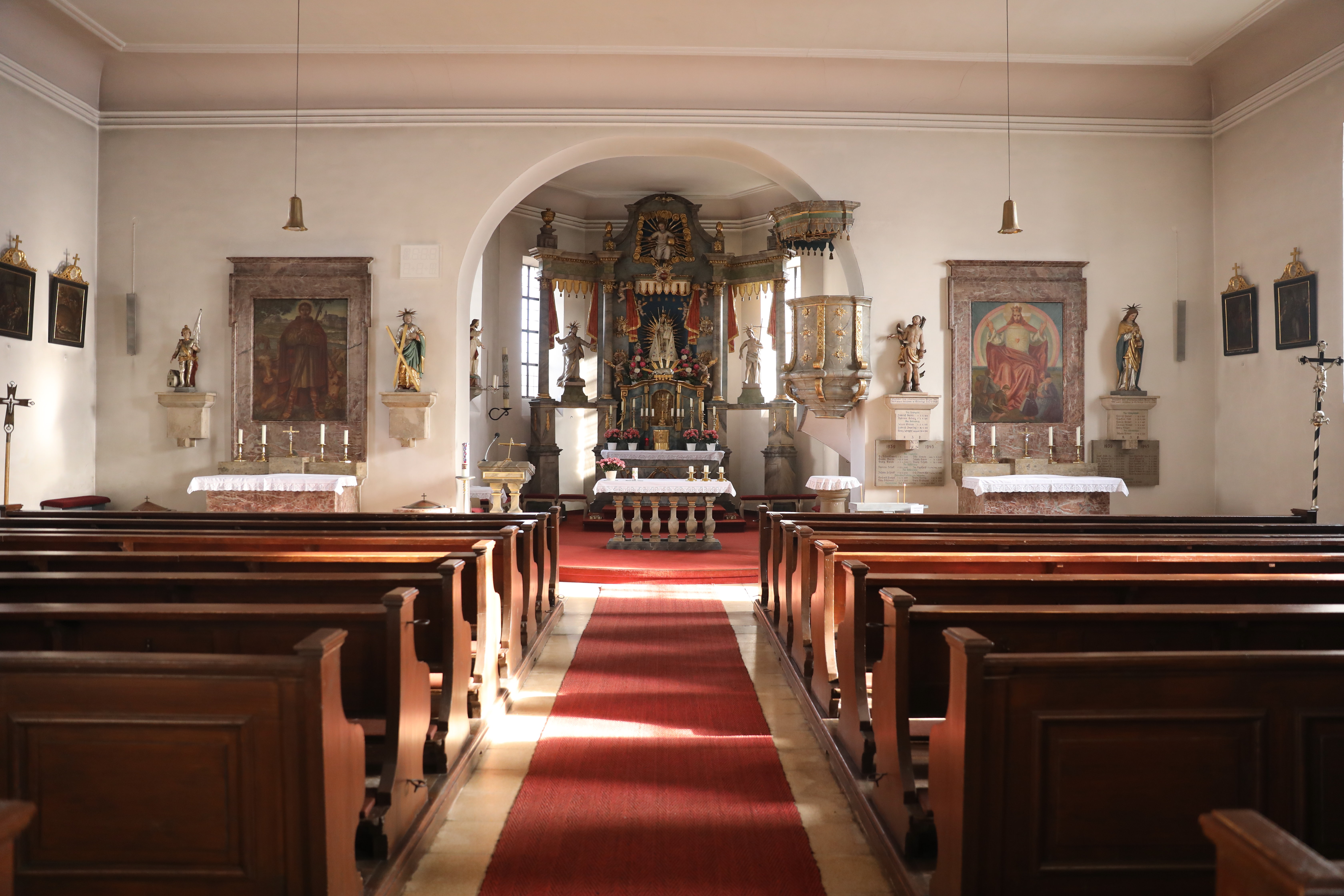
Innenraum

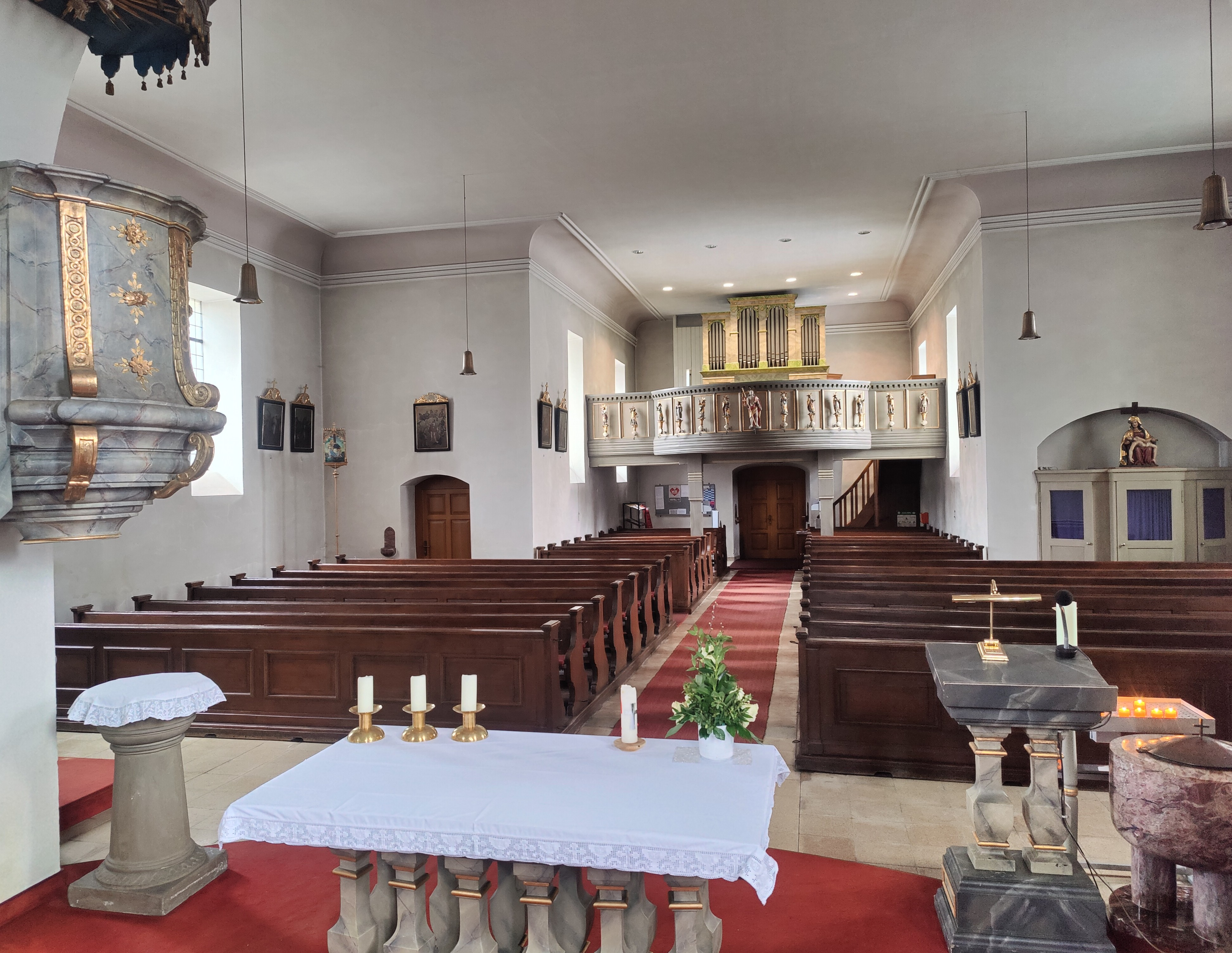
Blick zur Orgel

Der auf das Anfang des 19. Jahrhunderts datierte Hochaltar besitzt einen marmorierten Holzaufbau mit einer geschweiften Verkleidung. Den mittig angeordneten Drehtabernakel zieren unter anderem Volutenvorlagen, zurückgeschwungene Seitenteile und ein diamantbogiges Gesims, über dem sich ein apokalyptisches Lamm befindet. In der Mitte des Altaraufbaus steht in einer Nische, flankiert von zwei Freisäulen, unter einem Baldachin die Gnadenstatue, vermutlich wohl im 18. Jahrhundert entstanden und aus dem böhmisch-mährischen Raum stammend. In den Seitenabschnitten, jeweils durch eine Freisäule abgegrenzt, sind die weiß und golden gefassten Holzfiguren der Heiligen Josef von Nazaret und Johannes der Täufer auf freispannenden Gesimsen angeordnet. Oben stehen auf dem Altargebälk seitlich Urnen. Der von Voluten und Segmentgesims umgebene Altarauszug zeigt eine Holzfigur Gottvaters im Strahlenkranz.
Zwischen 1936 und 1939 wurden neue Seitenaltarbilder von dem Münchner Maler Albert Figel aufgestellt.
Die Kanzel am rechten Chorbogen stammt von 1823. Sie besteht aus einem marmorierten Holzaufbau mit einem reich profiliertem Unterbau, einem runden profiliertem, durch golden gefasste Volutenvorlagen gegliederten Korb und einem Schalldeckel mit Lambrequin.
Im Dachreiter hängen vier Glocken.

## Orgel

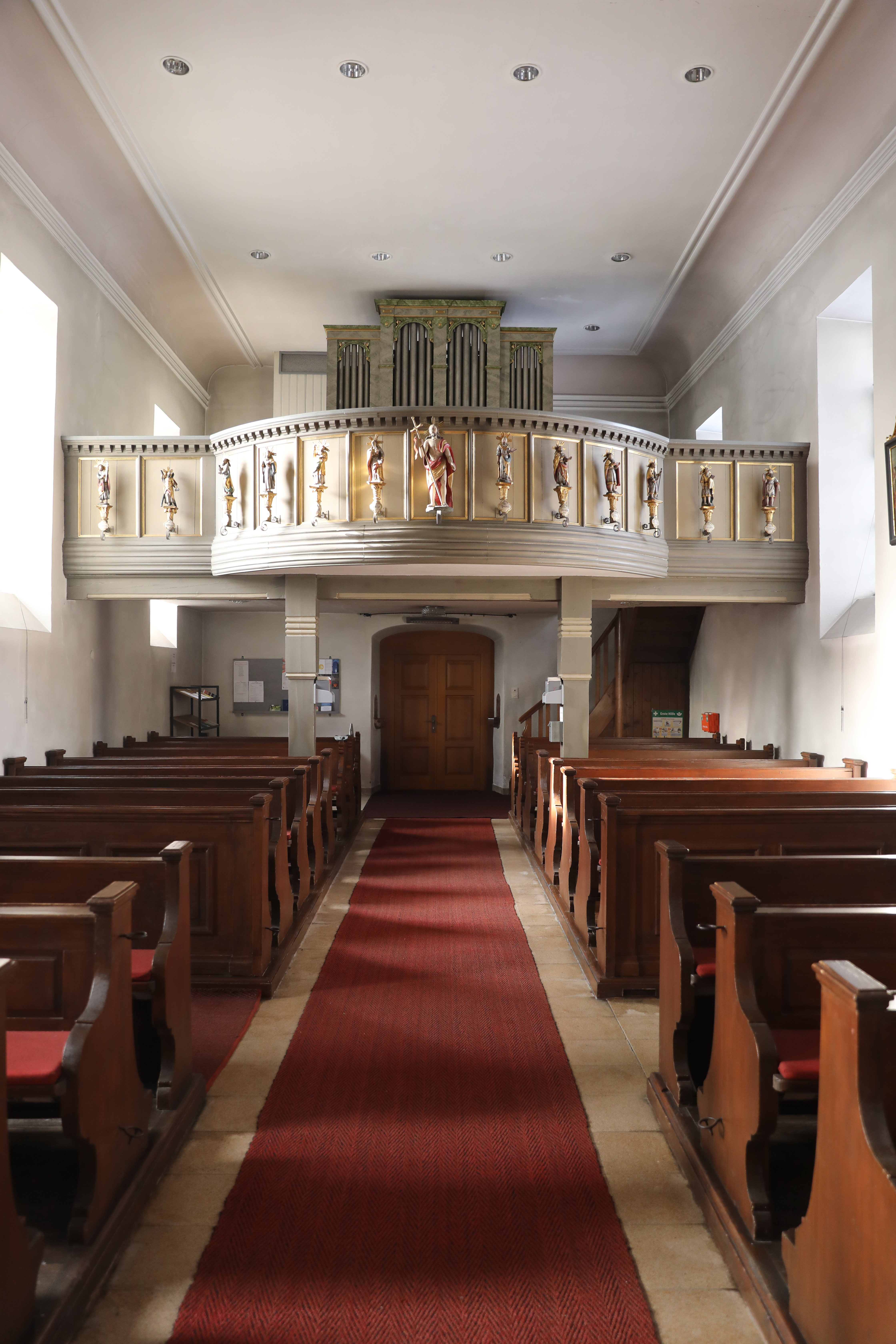
Orgelempore

Die Orgel auf der Westempore stellte 1892 der Bayreuther Orgelbauer Johann Wolf mit einem vierteiligen Orgelprospekt auf. Ihre sechs Register verteilen sich auf ein Manual und Pedal. Eine Restaurierung führte 2004 der Cadolzburger Orgelbaumeister Andreas Hemmerlein durch. Die Disposition lautet:
| I Manual C–e3 |    |
| Principal     | 8' |
| Gedeckt       | 8' |
| Salicional    | 8' |
| Flauto        | 4' |
| Mixtur        | 2' |

| Pedal C–d1 |     |
| Subbaß     | 16′ |

- Koppel: I/P
- Ventus